# 風立ちぬ (中村中の曲)
「風立ちぬ」（かぜたちぬ）は、中村中の7枚目のシングル。

## 概要
2008年7月9日に発売された。
シングル作品は本作よりCD+DVDの形態の発売はなくなり、CDのみのパッケージ販売となる。また本作から収録曲が3曲に増えたが、これは本人曰く「1曲でも多く自分の曲を聴いて欲しい」という意向によるものである。
アルバム『私を抱いて下さい』の発売や『第58回NHK紅白歌合戦』の初出場を経て発表された作品となる。シングルとしては前作「裸電球」の発売から約8か月振りと、最長のスパンをかけて発表された。なお、本作よりこれまで音楽プロデュースに関わってきた浦清英から離れて制作されている。

## 収録曲
1. 風立ちぬ
  - 全国松竹系公開映画『ゲゲゲの鬼太郎 千年呪い歌』主題歌
  - 楽曲プロデュースは小西貴雄。映画製作側から鬼太郎（主人公）と楓（作中のヒロイン）との絆をテーマに楽曲制作を依頼されたことから、「たとえ離ればなれになっても、互いが生きているということを支えに逞しく生きていかねばならない」というメッセージを込めて楽曲が制作された。曲タイトルは堀辰雄の小説『風立ちぬ』から。「どんな孤独の中にいても生きていかなくてはいけない」と解釈してタイトルを付けたという。
2. 迷い子
  - 楽曲プロデュースは宗本康兵。故郷を離れると同時に恋人との距離も離れていくということを、「迷い子」となった女性の視点から歌詞が書かれている。本人曰く、イメージとしては映画『ゲゲゲの鬼太郎 千年呪い歌』のラストシーンのその後を想像して書いたといい、「風立ちぬ」の続編でもあり対称的な位置付け曲であるという。
3. 蒲公英 〜たんぽぽ〜
  - 自身のピアノ弾き語りによるセルフプロデュース。それまで楽曲制作に携わってきた浦清英に対して、感謝の気持ちを贈るつもりで制作したという。「風立ちぬ」「迷い子」とは対照的に、こちらは男性視点で歌詞が書かれている。